# Royal Institution of Chartered Surveyors
Royal Institution of Chartered Surveyors (RICS) este un organism profesional care acreditează profesioniștii din sectoarele terenurilor, proprietății, construcțiilor și infrastructurii din întreaga lume. 
Profesioniștii care dețin calificări RICS pot utiliza următoarele denumiri după numele lor: MRICS (Membru), FRICS (Fellow), AssocRICS (Associate). Persoanele cu denumirea MRICS sau FRICS sunt, de asemenea, cunoscute sub denumirea de inspectori autorizați.
Prin acreditarea și standardele profesionale ale RICS, aceasta creează încredere în piețe și este cunoscută pentru a face schimbări pozitive în mediile construite și naturale.

## Legături externe
- RICS website